# Killian Overmeire
Killian Overmeire (Gand, 6 dicembre 1985) è un ex calciatore belga, di ruolo centrocampista.

## Carriera

### Club
Ha sempre giocato con il Lokeren, club con cui ha vinto due coppe del Belgio: nella stagione 2011-2012 e nella stagione 2013-2014.
Rimasto svincolato dopo la bancarotta e il conseguente scioglimento della società nel 2020, si riunì alla squadra dopo la rifondazione seguita dalla fusione con il Temse, restando per l'ultima stagione della carriera prima di appendere gli scarpini al chiodo il 1º luglio 2021.

### Nazionale
Tra il 2005 e il 2008 ha giocato 12 partite con la selezione Under-21 belga, con cui ha preso parte al Campionato europeo di calcio Under-21 2007, vincendo la medagli di bronzo.
Il 19 novembre 2008 ha giocato la sua prima e unica partita con la maglia della nazionale maggiore belga: lo ha fatto in occasione dell'incontro amichevole contro il Lussemburgo disputato per il 100 anni della federazione lussemburghese, entrando nei minuti finali al posto di Guillaume Gillet.

## Statistiche

### Cronologia presenze e reti in nazionale
| Cronologia completa delle presenze e delle reti in nazionale ― Belgio | Cronologia completa delle presenze e delle reti in nazionale ― Belgio | Cronologia completa delle presenze e delle reti in nazionale ― Belgio | Cronologia completa delle presenze e delle reti in nazionale ― Belgio | Cronologia completa delle presenze e delle reti in nazionale ― Belgio | Cronologia completa delle presenze e delle reti in nazionale ― Belgio | Cronologia completa delle presenze e delle reti in nazionale ― Belgio | Cronologia completa delle presenze e delle reti in nazionale ― Belgio |
| Data                                                                  | Città                                                                 | In casa                                                               | Risultato                                                             | Ospiti                                                                | Competizione                                                          | Reti                                                                  | Note                                                                  |
| --------------------------------------------------------------------- | --------------------------------------------------------------------- | --------------------------------------------------------------------- | --------------------------------------------------------------------- | --------------------------------------------------------------------- | --------------------------------------------------------------------- | --------------------------------------------------------------------- | --------------------------------------------------------------------- |
| 19-11-2008                                                            | Lussemburgo                                                           | Lussemburgo                                                           | 1 – 1                                                                 | Belgio                                                                | Amichevole                                                            | -                                                                     | 84’                                                                   |
| Totale                                                                |                                                                       | Presenze                                                              | 1                                                                     |                                                                       | Reti                                                                  | 0                                                                     |                                                                       |

## Palmarès

### Club

#### Competizioni nazionali
- Coppa del Belgio: 2

Lokeren: 2011-2012, 2013-2014